# Leptomischus primuloides
Leptomischus primuloides är en måreväxtart som beskrevs av Emmanuel Drake del Castillo. Leptomischus primuloides ingår i släktet Leptomischus och familjen måreväxter. Inga underarter finns listade i Catalogue of Life.